# Kommissar Freytag
Kommissar Freytag è una serie televisiva tedesca occidentale di genere poliziesco, ideata da Bruno Hampel e prodotta dal 1963 al 1966 da IFI Film Hans Hoenicka. Protagonista, nel ruolo del Commissario Freytag, è l'attore Konrad Georg; altri interpreti principali sono Willy Krüger  e Dieter Moebius.
La serie consta di una 3 stagioni, per un totale di 39 episodi (13 per stagione), della durata di 21-25 minuti ciascuno. La serie fu trasmessa in prima visione dall'emittente locale Hessischer Rundfunk e da ARD 1 (Das Erste): il primo episodio, intitolato Indiz im Schuterblatt, venne trasmesso in prima visione il 6 dicembre 1963; l'ultimo, intitolato Blüten aus Las Vegas, andò in onda il 20 maggio 1966
Si tratta della prima serie poliziesca tedesca con lo stesso commissario come protagonista.

## Trama
Protagonista della serie è un commissario di Monaco di Baviera, il Commissario Freytag, con affiancato dall'Ispettore Peters: insieme i due risolvono vari casi, che vanno dalla rapina all'omicidio.

## Produzione
- La serie è ambientata e girata a Monaco di Baviera: tuttavia, la città non viene pressoché mai nominata nella serie, dove ci si riferisce quasi sempre ad essa come "unsere Stadt" ("la nostra città")[2]

## Episodi
| Stagione         | Episodi | Prima TV Germania | Prima TV Italia |
| ---------------- | ------- | ----------------- | --------------- |
| Prima stagione   | 13      | 1963-1964         | inedita         |
| Seconda stagione | 13      | 1964-1965         | inedita         |
| Terza stagione   | 13      | 1965-1966         | inedita         |

## Guest-star
Tra le guest star apparse nella serie figurano, tra gli altri:
- Kerstin de Ahna
- Helmut Alimonta
- Karl Bockx
- Arthur Brauss
- Rosemarie Fendel
- Sigurd Fitzek
- Michael Gahr
- Reinhard Glemnitz
- Heini Göbel
- Willy Harlander
- Hannes Kaetner
- Alexander Kerst
- Bum Krüger
- Werner Lieven
- Hans Pössenbacher
- Johannes Schaaf
- Willy Schäfer
- Rolf Schimpf
- Willy Schultes
- Hans Stadtmüller
- Peter Thom
- Ellen Umlauf
- Fritjhof Vierock
- Wolfgang Völz
- Hertha von Walther
- Adolf Ziegler